# Защитно-улавливающая сетка

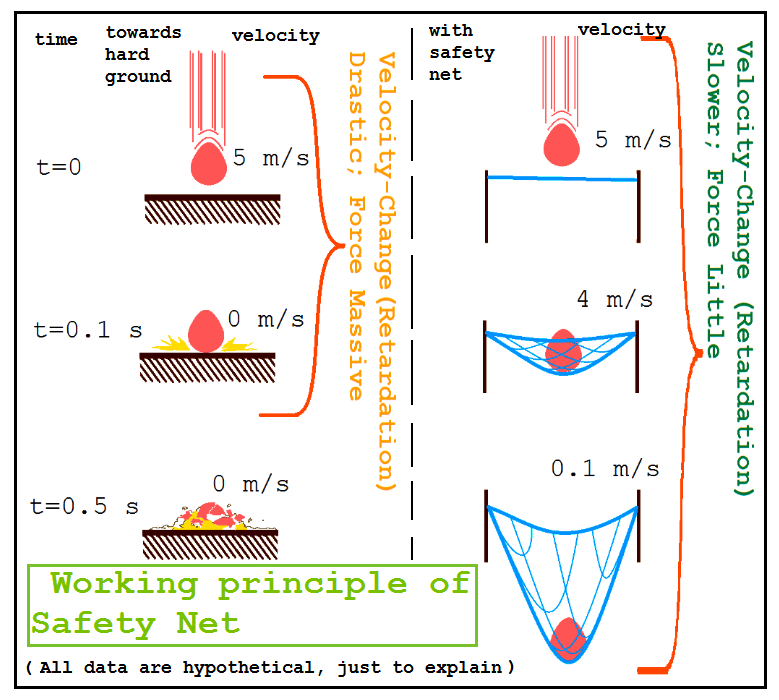
Принцип работы ЗУС

Защитно-улавливающая сетка (ЗУС), сетчатое страховочное ограждение — устройство, предназначенное для предупреждения травматизма при падении с высоты 6-10 м людей, а также предметов со строящегося здания или сооружения.
Рекомендовано к применению Распоряжением Правительства Москвы N 2260-РП 10 октября 2007 г.
ЗУС является обязательным дополнительным страховочным средством при непреднамеренном падении с высоты. Технический регламент[уточнить] на защитно-улавливающие сетки разрабатывался Департаментом городского строительства г. Москвы в декабре 2009 года комиссией, в которую входили ведущие инженеры строительных компаний, надзорные органы и производители ЗУС. Европейские стандарты EN-1263-1 и EN-1263-2 соответствуют российским разработкам системы ЗУС[уточнить].
Защитно-улавливающая система представляет собой систему кронштейнов, опор, крепежных элементов, канатов и улавливающей сетки. Согласно российскому Техническому регламенту[уточнить] Согласно ГОСТ Р 12.3.051—2017 сетки для ЗУС следует изготовлять безузловыми или узловыми из полиамидных или полиэфирных нитей. В зависимости от условий применения сетки должны быть с ячейками 10 х 10 мм при толщине нити не менее 2.2 мм. с ячейками 30 х 30 или 35 х 35 мм при толщине нити не менее 3.4 мм. Допускается изготовление промежуточных размеров ячейки при толщине нити не менее 2.8 мм.. Защитно улавливающая система должна выдерживать падение груза массой 100 кг с высоты 7 метров, что соответствует энергии удара 7 кДж. 

## Галерея

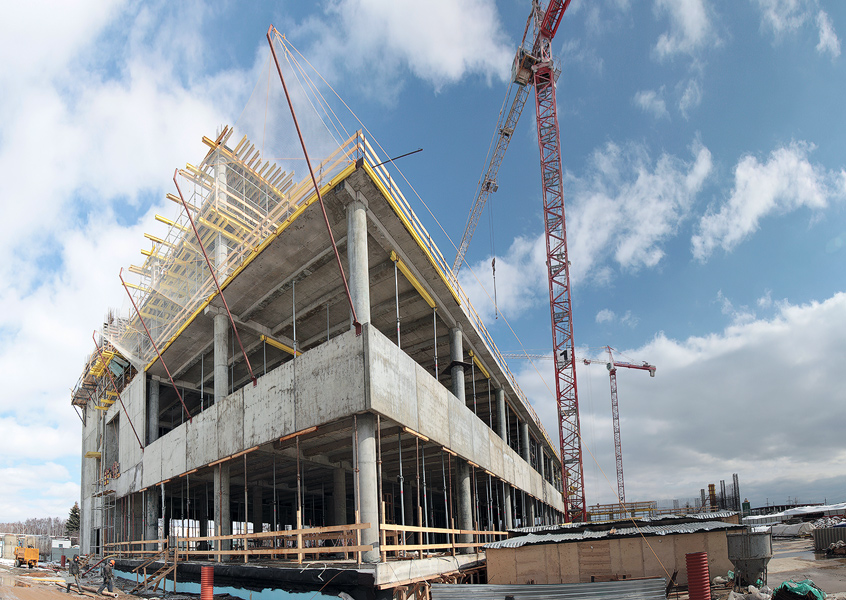
Защитно-улавливающие системы класс Т
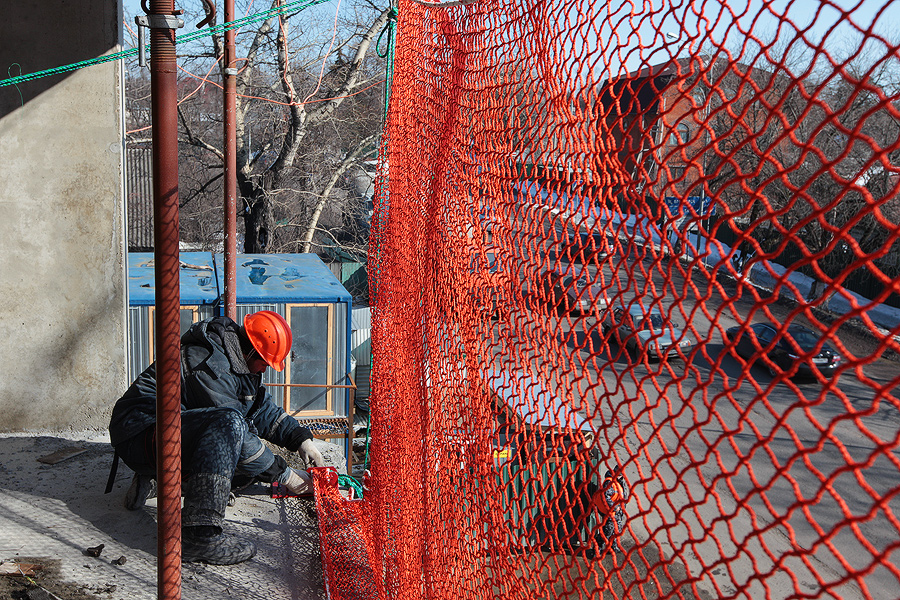
Монтаж защитно-улавливающей системы класс Т
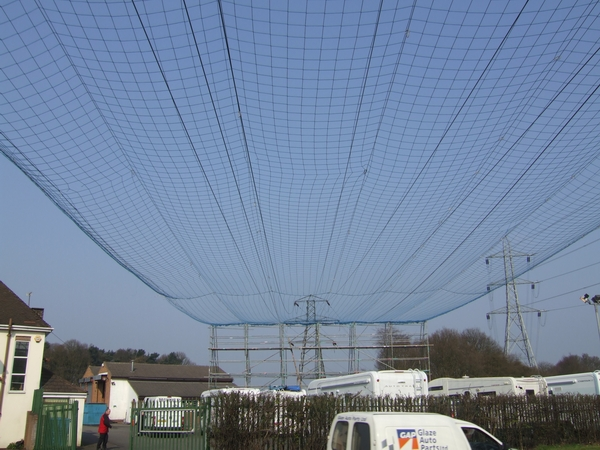
Сетка для защиты автомобилей во время замены кабеля на ЛЭП